# Manglisi
Manglisi – osiedle typu miejskiego w Gruzji, w regionie Dolna Kartlia. W 2014 roku liczyło 1441 mieszkańców.